# عبد الله الكبسي
عبدالله أحمد الكبسي سياسي يمني هو وزير الثقافة في حكومة الإنقاذ الوطني برئاسة عبد العزيز بن حبتور التابعة للمجلس السياسي الأعلى في سلطة صنعاء منذ 10 نوفمبر 2018.